# Miroslav Hrnčíř
Miroslav Hrnčíř (* 21. července 1937 Přelouč-Lohenice - 28. července 2024) byl český ekonom, v letech 1996 až 2000 člen bankovní rady České národní banky.

## Život
Vystudoval Vysokou školu ekonomickou v Praze (promoval v roce 1960 a získal tak titul Ing.). V roce 1967 obhájil kandidátskou disertační práci a v roce 1989 dosáhl titulu DrSc.
Nejprve byl zaměstnán v podniku zahraničního obchodu, od roku 1963 se živil jako vědecký pracovník na Ekonomickém ústavu Československé akademie věd. Od roku 1991 pracoval ve Státní bance československé – nejdříve jako poradce, později jako vrchní bankovní expert Institutu ekonomie SBČS. V roce 1992 absolvoval stáž na britské University of Cambridge a od roku 1994 byl poradcem guvernéra České národní banky.
Odborně se zaměřuje především na makroekonomické politiky a regulace, v rámci těchto témat se podílel na několika mezinárodních projektech a vydal řadu výzkumných publikací a článků (především v zahraničním odborném tisku).
V únoru 1996 jej prezident Václav Havel jmenoval členem bankovní rady České národní banky, funkce se ujal dne 27. února 1996. Šestiletý mandát mu měl vypršet až v únoru 2002. Hrnčíř se však pod souběhem osobních a okolních podnětů rozhodl na tuto pozici ke konci listopadu 2000 rezignovat. Dále se pak věnoval výzkumným aktivitám.